# Lasy (Kraśnik)
Lasy – część miasta Kraśnika, leżąca w rejonie ulicy Lubelskiej na wschodzie miasta.
Od XIX wieku część Zarzecza Pierwszego, przedmieścia w granicach Kraśnika. 1 stycznia 1973 północną część Lasów odłączono od Kraśnika (i Zarzecza Pierwszego), tworząc w niej sołectwo Lasy w nowo uworzonej gminie Kraśnik. Południowa część Lasów pozostała w granicach Kraśnika w granicach obrębu ewidencyjnego Zarzecze I.